# Чемпионат России по международным шашкам среди женщин 2015
Чемпионат России по международным шашкам среди женщин 2015 года прошёл 3—13 июня в Лоо (Краснодарский край). Турнир проводился в основной программе, в быстрой программе (быстрые шашки) и молниеносной программе (блиц), по итогам которых определялись победители в командном зачёте. Одновременно прошёл Чемпионат России по международным шашкам среди мужчин 2015 года и первенство России среди юношей и девушек.
Чемпионкой в самой престижной классической программе стала Матрёна Ноговицына, вторая Айгуль Идрисова, на третьем Тамара Тансыккужина.
Главный судья арбитр ФМЖД А. П. Мельников. Главный секретарь, арбитр ФМЖД: Р. С. Ишимбаев
По итогам соревнований шел отбор в сборную России для участия в чемпионатах Европы в соответствующих программах.

## Медалисты
Учитывая личный и командный зачёты
| Место | Страна                          | Золото | Серебро | Бронза | Всего |
| ----- | ------------------------------- | ------ | ------- | ------ | ----- |
| 1     | Матрёна Ноговицына              | 3      | 1       | 0      | 4     |
| 2     | Тансыккужина Тамара             | 2      | 0       | 1      | 3     |
| 3     | Шестакова Наталия               | 2      | 1       | 0      | 3     |
| 4     | Идрисова Айгуль                 | 1      | 4       | 0      | 5     |
| 5     | Мильшина Елена                  | 1      | 2       | 2      | 5     |
| 6     | Боркова Марина, Смирнова Ирина  | 0      | 0       | 2      | 2     |
| 7     | Савина Нона, Локтионова Евгения | 0      | 0       | 1      | 1     |

## классическая программа
Участвовало 17 спортсменок.
 Золото — Матрёна Ноговицына
 Серебро — Айгуль Идрисова
 Бронза — Тамара Тансыккужина; командный чемпионат
Участвовало 3 команды регионов, по 2 спортсменки в каждой.
 Золото — Саха (Якутия) (Ноговицына Матрёна, Шестакова Наталия)
 Серебро — Башкортостан (Идрисова Айгуль, Мильшина Елена)
 Бронза — Тверская область (Боркова Марина, Смирнова Ирина)

## Быстрая программа
Приняли участницы 19 шашисток, в том числе вне зачета 4-кратная чемпионка мира Дарья Ткаченко.
 Золото — Тансыккужина Тамара
 Серебро — Попова Сайыына
 Бронза — Мильшина Елена
командный чемпионат
Участвовало 4 команды регионов, по 2 спортсменки в каждой.
 Золото — Саха (Якутия) (Ноговицына Матрёна, Шестакова Наталия)
 Серебро — Башкортостан (Идрисова Айгуль, Мильшина Елена)
 Бронза — Тверская область (Боркова Марина, Смирнова Ирина)

## молниеносная программа
Участвовали 22 спортсменки.
 Золото — Тансыккужина Тамара
 Серебро — Идрисова Айгуль
 Бронза — Елена Мильшина
командный чемпионат
Участвовало 3 команды регионов, по 2 спортсменки в каждой.
 Золото — Башкортостан (Идрисова Айгуль, Мильшина Елена)
 Серебро — Саха (Якутия) (Ноговицына Матрёна, Шестакова Наталия)
 Бронза — Красноярский край (Савина Нона, Локтионова Евгения)